# Giọt lệ đài trang
"Giọt lệ đài trang" là một trong những ca khúc nổi tiếng của nhạc sĩ Châu Kỳ theo thể điệu Boléro, viết về câu chuyện tình của chính ông vào những năm 1940 tại Huế.

## Hoàn cảnh sáng tác
Những năm 1940, nhạc sĩ có tình cảm với một cô gái họ Tôn Nữ, tên Công Tằng Tôn Nữ Kim Anh. Để tỏ tình, Châu Kỳ đã ôm đàn ngồi đánh dưới cửa số nhà nàng, tuy nhiên khi chỉ vừa ngân vài khúc thì cô nói Xướng ca vô loài. Vì quá thất vọng và bẽ bàng, nhạc sĩ không gặp lại cô nữa, và kết hôn với ca sĩ Mộc Lan.
Sau này, cô Kim Anh lấy chồng là một sĩ quan người Pháp. Năm 1954, chồng về Pháp theo người vợ tại quê nhà, bỏ lại cô trong tình cảnh không nhà, không cửa tại Sài Gòn.. Một lần, khi ông đang ngồi quán nước trên đường Nguyễn Trãi, ông gặp lại người xưa khi trong túi còn có 5 đồng, chỉ đủ ăn bát cháo, và tấm áo rách rưới. Vài năm sau, cô lao vào nghiện ngập và mất trong nghèo khổ.
Năm 1969, bài hát ra đời qua phần thu âm đầu tiên của ca sĩ Chế Linh, vào Dĩa hát Việt Nam với phần hòa âm của Văn Phụng. Sau này, để tưởng niệm cô, Châu Kỳ viết thêm bản Túy ca khi cô qua đời vài năm sau đó. Tuy nhiên, câu chuyện trên có một số dị bản.

## Trình diễn
Bài hát này đã được ca sĩ Chế Linh trình bày đầu tiên vào năm 1970. Sau này, bài hát được nhiều ca sĩ như Tuấn Vũ, Hoài Nam, Quang Lê, Như Quỳnh, .. trình diễn.
Trong nước, bài hát đã được cấp phép vào ngày 8 tháng 1 năm 2010 bởi Cục Nghệ thuật biểu diễn và được một số ca sĩ trong nước thể hiện như Bảo Yến, Đàm Vĩnh Hưng, Chế Thanh.
Năm 2017, trong chương trình Người kể chuyện tình, hai ca sĩ trẻ Phú Quý và Thu Trang diễn lại câu chuyện năm xưa của Châu Kỳ.

## Ảnh hưởng
Tại hải ngoại, trong chương trình Paris By Night 89, ba nghệ sĩ Hoài Linh, Chí Tài và Hữu Lộc diễn lại câu chuyện trên qua phong cách hài kịch..
Ngoài ra, tên bài hát cũng được đặt cho một số CD, đĩa đơn trong nước và hải ngoại : CD Người đẹp Bình Dương - Tuấn Vũ đặc biệt - Giọt lệ đài trang, Giáng Ngọc CD (Giao Linh, Thiên Trang, Phượng Mai, Sơn Tuyền) - Giọt lệ đài trang, ASIA CD Giọt lệ đài trang (Kim Tiểu Long, Tuấn Vũ), Thanh Tuyền CD - Giọt Lệ Đài Trang (Hương Lan, Huy Sinh),...